# Daïtro
Daïtro fue una banda francesa de screamo originaria de Lyon, Rhône-Alpes, activa entre 2000 y 2012. En su existencia, lanzaron dos álbumes de estudio: Laisser Vivre Les Squelettes (2005, Purepainsugar, Last Day of June, Red Cars go Faster) e Y (2009, Purepainsugar, Utarid), además de varios EPs, splits y apariciones en compilaciones; sumado a girar por Europa, Asia y Norteamérica.
Inicialmente, interpretaron un hardcore punk caótico, de la mano del screamo noventero norteamericano, como Saetia y Orchid. Ya con su formación nuclear: el vocalista Aurelien Verdant, los guitarristas Julien Paget y Samuel Moncharmont, el bajista Gwenael Grosclaude y el baterista Benoit Desvignes, la banda desarrolló un sonido más maduro, con tintes de post-punk y post-rock. A su vez, Daïtro compartió con varios contemporáneos del skramz europeo, como Raein, La Quiete y Sed non Satiata.
Su inspiración incluyó At the Drive-In, Refused, Envy, Joy Division, Amanda Woodward, Yage, Twelve Hour Turn y Breach. Además, bandas más recientes como Pianos Become the Teeth y Touché Amoré han tomado influencia del trabajo del quinteto.

## Historia
En el 1997, los adolescentes Paget, Moncharmont y Desvignes comenzaron a aprender a tocar instrumentos para formar una banda. En el 2000, junto a un bajista llamado Thomas se formó la banda. La banda comenzó con presentaciones en Francia, en junio del 2003 la banda se presentó por primera vez en un país extranjero, Eslovenia, siguiendo por China, Italia, Alemania, España, Inglaterra, Polonia, Japón, etc, a lo largo de su carrera, además de una gira por Estados Unidos entre julio-agosto del 2007.
En el 2004, la banda lanzó su primer trabajo oficial, el EP Des Cendres, Je Me Consume, posteriormente el exvocalista de Gantz, Aurelien Verdant se unió a la banda, junto a la integración temporal de Gwenael Grosclaude como bajista, amigo de Paget, proveniente de la banda Simfela. Luego de una gira por Europa, Grosclaude pasó a ser miembro oficial, el primer álbum de estudio fue Laisser Vivre Les Squelettes lanzado en el año 2005.
En mayo del 2006, la banda estuvo de gira en Japón, invitados por Yoshi, dueño del sello discográfico independiente Tokio DIY, dando diez presentaciones en dos semanas junto a bandas como Heaven In Her Arms, Missing You Is Killing Me, Endzweck y Killie. Yoshi y su sello discográfico lanzaron una edición japonesa del álbum Laisser Vivre Les Squelettes en CD. En diciembre de 2007, Daïtro estuvo en Alemania, con Sed Non Satiata y Heaven In Her Arms (desde Japón).
Junto a Sed Non Satiata, la banda preparó un split con el apoyo de una organización social italiana, pero debido a problemas de presupuesto su lanzamiento se dejó para fines del 2008. Fue distribuido en sus actuaciones y luego lanzado por Internet. Las ganancias del álbum fueron en apoyo para diversas organizaciones sociales francesas, como personas sordas y niños con autismo. En América, los ingresos procedentes de las ventas de vinilo fueron a niños sin familia.
En septiembre del 2009 se lanzó el álbum Y. Posteriormente, se tomaron un receso. La banda dio una única presentación el 20 de julio del 2010, en Francia.
El quinteto anunció su vuelta a los escenarios en enero del 2012. El 19 de mayo, se presentaron en Francia acompañados de Sed Non Satiata. Se anunció la participación en el Kafe Kult Fest y el Fluff Fest, pero debido a un problema en los dedos de Desvirgnes la banda no se presentó. El 13 de agosto la banda anunció su hiato.
Paget y Grosclaude se encuentran actualmente en la banda emo/punk 12XU. Desvignes en la banda de mathcore instrumental Ancre. Grosclaude, Moncharmont y Paget además tienen un proyecto de noise/punk llamado Baton Rouge. Moncharmont además participa en La 6E Faute Improvisate.

## Miembros
| Última formación - Aurelien Verdant – voces (2004–2012) - Julien Paget – guitarra rítmica, coros (2000–2012), voces (2000–2004) - Samuel Moncharmont – guitarra principal (2000–2012; fallecido en 2021) - Gwenael Grosclaude – bajo (2004–2012) - Benoit Desvignes – batería (2000–2012) | Miembros anteriores - Thomas – bajo (2000–2004) |

## Discografía
Álbumes de estudio
- Laisser Vivre Les Squelettes (2005)
  - LP – Europa – Purepainsugar, Last Day of June.
  - CD – Europa – Red Cars go Faster.
  - LP – Estados Unidos – Code of Ethics (2006).
  - CD – Japón – Oto (2006).
  - LP – Europa – Purepainsugar, Echo Canyon (relanzamiento, 2007).
  - LP – Europa – Echo Canyon (relanzamiento, 2012).
  - LP – Europa – Echo Canyon (relanzamiento, 2017).
- Y (2009)
  - CS – Europa – Purepainsugar, Utarid.
  - CD – Europa – Purepainsugar.
  - CD – Japón – Oto.
  - LP – Estados Unidos – Clean Plate, Purepainsugar (2010).
  - LP – Europa – Purepainsugar (relanzamiento, 2012).
  - LP – Europa – Purepainsugar (relanzamiento, 2014).
  - LP – Europa – Echo Canyon (relanzamiento, 2020).[6][7]

EPs y splits
- Daïtro (2003)
  - CD/7" – Europa – Alchimia.
  - CS – República Checa – Impregnate Noise Laboratories.
- Des Cendres, Je Me Consume (2003)
  - 10" – Europa – Music Fear Satan.
  - CD – Europa – Alchimia.
  - 10" – Europa – Music Fear Satan (relanzamiento, 2010).
- Raein / Daïtro split (2004)
  - 10" – Europa – PurePainSugar, Ape Must Not Kill Ape.
  - CD – Japón – Oto, Satire (incluye temas de Lhasa, lanzado como The Harsh Words As The Sun).
  - 10" – Europa – PurePainSugar, Ape Must Not Kill Ape (relanzamiento, 2005).
  - 10" – Europa – PurePainSugar, Ape Must Not Kill Ape (relanzamiento, 2007).
- Ampere / Daïtro split 7" (2007, PurePainSugar, Clean Plate)
- Sed Non Satiata / Daïtro split (2007)
  - LP – Europa – Flower Of Carnage, Adagio830, Puzzle Records.
  - LP – Estados Unidos – Code Of Ethics (2008).
  - LP – Europa – Flower Of Carnage, Adagio830, Puzzle Records (relanzamiento, 2008).
  - LP – Europa – Echo Canyon, Red Cars Go Faster (relanzamiento, 2008).
- US Tour 7" (2007, Clean Plate)

Álbumes compilatorios
- Disco 2002–2005 CS (2007, Alchimia)
- 2004-2007 Discography CS (2008, Utarid Tapes)
- Vinyl Collected (2010)
  - LP – Europa – Adagio830.
  - CD – Japón – Oto.
- 2002–2005 CD (2011)

Apariciones en compilatorios
- "This Is Your Life" – Des Visages Et Des Muscles 2x12" (2004, Ape Must Not Kill Ape)
- "Vivre Ici" – Emo Armageddon 7" (2005, React with Protest)